# Kristian Sohlberg
Kristian Sohlberg (Espoo, 15 marzo 1978) è un pilota di rally finlandese.

## Biografia
Ha corso dal 2000 al 2007 collezionando 30 gare e tre punti ha affrontato piloti più esperti come Gianluigi Galli, Colin McRae e Juha Kankkunen. Fu vice campione del mondo di gruppo N nel 2002.

## Vittorie nel P-WRC
| # | Stagione | Evento                    | Co-pilota      | Auto                      |
| - | -------- | ------------------------- | -------------- | ------------------------- |
| 1 | 2002     | Rally di Svezia           | Jukka Aho      | Mitsubishi Lancer Evo VI  |
| 2 | 2002     | Rally della Nuova Zelanda | Jakke Honkanen | Mitsubishi Lancer Evo VII |

## Risultati nel mondiale rally

### WRC
| 2000 | Scuderia | Vettura               |  |  |  |  |  |  |  |  |     |  |  |  |  |  |  |  | Punti | Pos. |
| ---- | -------- | --------------------- |  |  |  |  |  |  |  |  | --- |  |  |  |  |  |  |  | ----- | ---- |
| 2000 |          | Mitsubishi Carisma GT |  |  |  |  |  |  |  |  | Rit |  |  |  |  |  |  |  | 0     |      |

| 2001 | Scuderia | Vettura               |  |     |  |  |  |  |  |  |     |  |  |  |  |  |  |  | Punti | Pos. |
| ---- | -------- | --------------------- |  | --- |  |  |  |  |  |  | --- |  |  |  |  |  |  |  | ----- | ---- |
| 2001 |          | Mitsubishi Carisma GT |  | Rit |  |  |  |  |  |  | Rit |  |  |  |  |  |  |  | 0     |      |

| 2002 | Scuderia                                     | Vettura                                              |  |    |     |  |     |  |  |  |    |    |  |    |     |  |  |  | Punti | Pos. |
| ---- | -------------------------------------------- | ---------------------------------------------------- |  | -- | --- |  | --- |  |  |  | -- | -- |  | -- | --- |  |  |  | ----- | ---- |
| 2002 | Blue Rose Team e Mitsubishi Ralliart Finland | Mitsubishi Lancer Evo VI e Mitsubishi Lancer Evo VII |  | 24 | Rit |  | Rit |  |  |  | 20 | 16 |  | 14 | Rit |  |  |  | 0     |      |

| 2003 | Scuderia                           | Vettura                |  |    |  |    |  |  |  |    |  |  |  |  |  |  |  |  | Punti | Pos. |
| ---- | ---------------------------------- | ---------------------- |  | -- |  | -- |  |  |  | -- |  |  |  |  |  |  |  |  | ----- | ---- |
| 2003 | Blue Rose Team e Mitsubishi Motors | Mitsubishi Lancer WRC2 |  | 12 |  | SQ |  |  |  | 14 |  |  |  |  |  |  |  |  | 0     |      |

| 2004 | Scuderia          | Vettura                                              |  |     |     |     |     |  |  |     |     |  |  |  |  |  |  |  | Punti | Pos. |
| ---- | ----------------- | ---------------------------------------------------- |  | --- | --- | --- | --- |  |  | --- | --- |  |  |  |  |  |  |  | ----- | ---- |
| 2004 | Mitsubishi Motors | Mitsubishi Lancer WRC 04 e Mitsubishi Lancer Evo VII |  | Rit | Rit | Rit | Rit |  |  | Rit | Rit |  |  |  |  |  |  |  | 0     |      |

| 2005 | Scuderia               | Vettura                                         |  |     |  |  |  |  |  |    |  |     |  |  |  |  |  |  | Punti | Pos. |
| ---- | ---------------------- | ----------------------------------------------- |  | --- |  |  |  |  |  | -- |  | --- |  |  |  |  |  |  | ----- | ---- |
| 2005 | Red Devil Atolye Kazaz | Ford Focus WRC '02 e Subaru Impreza S10 WRC '04 |  | Rit |  |  |  |  |  | 11 |  | Rit |  |  |  |  |  |  | 0     |      |

| 2006 | Scuderia               | Vettura                                                 |  |     |  |  |  |  |   |  |  |     |  |  |  |  |  |  | Punti | Pos. |
| ---- | ---------------------- | ------------------------------------------------------- |  | --- |  |  |  |  | - |  |  | --- |  |  |  |  |  |  | ----- | ---- |
| 2006 | Red Devil Atolye Kazaz | Subaru Impreza S10 WRC '04 e Subaru Impreza S11 WRC '05 |  | Rit |  |  |  |  | 6 |  |  | Rit |  |  |  |  |  |  | 3     | 25º  |

| 2007 | Scuderia                         | Vettura                                           |  |    |  |    |  |     |  |     |     |  |  |  |  |  |  |  | Punti | Pos. |
| ---- | -------------------------------- | ------------------------------------------------- |  | -- |  | -- |  | --- |  | --- | --- |  |  |  |  |  |  |  | ----- | ---- |
| 2007 | Syms Rally Team e Blue Rose Team | Subaru Impreza WRX STi e Mitsubishi Lancer WRC 05 |  | 18 |  | 13 |  | Rit |  | Rit | Rit |  |  |  |  |  |  |  | 0     |      |

| 2012 | Scuderia | Vettura         |  |  |  |  |  |  |  |  |    |  |  |  |  |  |  |  | Punti | Pos. |
| ---- | -------- | --------------- |  |  |  |  |  |  |  |  | -- |  |  |  |  |  |  |  | ----- | ---- |
| 2012 |          | Citroën DS3 R3T |  |  |  |  |  |  |  |  | 37 |  |  |  |  |  |  |  | 0     |      |

| 2014 | Scuderia | Vettura        |  |     |  |  |  |  |  |     |  |  |  |  |  |  |  |  | Punti | Pos. |
| ---- | -------- | -------------- |  | --- |  |  |  |  |  | --- |  |  |  |  |  |  |  |  | ----- | ---- |
| 2014 |          | Ford Fiesta R5 |  | Rit |  |  |  |  |  | Rit |  |  |  |  |  |  |  |  | 0     |      |

| Legenda | 1º posto | 2º posto | 3º posto | A punti | Senza punti | Ritirato | Squalificato | NP=Non partito C=Gara cancellata | Apice=Power stage |

### Group N Cup/P-WRC
| 2000 | Scuderia | Vettura               |  |  |  |  |  |  |  |  |     |  |  |  |  |  |  |  | Punti | Pos. |
| ---- | -------- | --------------------- |  |  |  |  |  |  |  |  | --- |  |  |  |  |  |  |  | ----- | ---- |
| 2000 |          | Mitsubishi Carisma GT |  |  |  |  |  |  |  |  | Rit |  |  |  |  |  |  |  | 0     |      |

| 2001 | Scuderia | Vettura               |  |     |  |  |  |  |  |  |     |  |  |  |  |  |  |  | Punti | Pos. |
| ---- | -------- | --------------------- |  | --- |  |  |  |  |  |  | --- |  |  |  |  |  |  |  | ----- | ---- |
| 2001 |          | Mitsubishi Carisma GT |  | Rit |  |  |  |  |  |  | Rit |  |  |  |  |  |  |  | 0     |      |

| 2002 | Scuderia                                     | Vettura                                              |  |   |     |  |     |  |  |  |   |  |  |   |     |  |  |  | Punti | Pos. |
| ---- | -------------------------------------------- | ---------------------------------------------------- |  | - | --- |  | --- |  |  |  | - |  |  | - | --- |  |  |  | ----- | ---- |
| 2002 | Blue Rose Team e Mitsubishi Ralliart Finland | Mitsubishi Lancer Evo VI e Mitsubishi Lancer Evo VII |  | 1 | Rit |  | Rit |  |  |  | 2 |  |  | 1 | Rit |  |  |  | 26    | 2º   |

| 2007 | Scuderia        | Vettura                |  |   |  |   |  |     |  |     |  |  |  |  |  |  |  |  | Punti | Pos. |
| ---- | --------------- | ---------------------- |  | - |  | - |  | --- |  | --- |  |  |  |  |  |  |  |  | ----- | ---- |
| 2007 | Syms Rally Team | Subaru Impreza WRX STi |  | 3 |  | 3 |  | Rit |  | Rit |  |  |  |  |  |  |  |  | 12    | 8º   |

| Legenda | 1º posto | 2º posto | 3º posto | A punti | Senza punti | Ritirato | Squalificato | NP=Non partito C=Gara cancellata | Apice=Power stage |